# Паулін I Антіохійський
Паулін з Тіра був епіскопом Антіохії близько шести місяців між 324 і 325 роками. До цього обіймав посаду єпископом міста Тіра і, як вважається, симпатизував Арію.

## Біографія
Про ранні роки життя нічого не відомо, крім того, що він був пресвітером в Антіохійській церкві, а потім переїхав до Тіра, щоб прийняти єпископат. Згідно з Єронімом, його було обрано на Антіохійську кафедру після смерті Філагона в 324 році, і можливо, що він помер уже наступного року. Його наступник, Еулуалій, був представником Антіохії на Першому Нікейському соборі в 325.
Паулін мав велику повагу у Євсевія Кесарійського, який присвятив йому 10 том своєї "Екклезіастичної історії". Євсевій Нікомідійський зараховував Пауліна до прихильників Арія у листі, яким вони обмінялися і яке зберіг Феодорит.